# Scapoli
Scapoli é uma comuna italiana da região do Molise, província de Isérnia, com cerca de 949 habitantes. Estende-se por uma área de 16 km², tendo uma densidade populacional de 59 hab/km². Faz fronteira com Colli a Volturno, Filignano, Rocchetta a Volturno.

## Demografia
| Variação demográfica do município entre 1861 e 2011                               |
|                                                                                   |
| Fonte: Istituto Nazionale di Statistica (ISTAT) - Elaboração gráfica da Wikipedia |